# Reiffelbach
Reiffelbach là một đô thị thuộc huyện Bad Kreuznach trong bang Rheinland-Pfalz, phía tây nước Đức. Đô thị Reiffelbach có diện tích 4,46 km², dân số thời điểm ngày 31 tháng 12 năm 2006 là 256 người.